# Blood to Bone
Blood to Bone è il terzo album in studio della cantautrice neozelandese Gin Wigmore, pubblicato il 28 agosto 2015.

## Tracce
1. New Rush – 3:49
2. Nothing to No One – 3:46
3. This Old Heart – 4:43
4. Black Parade – 4:06
5. Written in the Water – 2:47
6. In My Way – 3:30
7. Holding on to Hell – 3:12
8. DFU – 3:05
9. 24 – 4:14
10. I Will Love You – 4:44
11. Willing To Die [Hidden track] – 3:17